# 后缗
緡（?—?），夏朝第五代君主相的妻子，少康的母亲，出自有仍氏。
相继位后，迁都至帝丘（今河南省濮阳西南），依靠同姓部落斟灌氏（今河南省清丰南）统治。夏的故土被后羿、寒浞先后统治。寒浞的儿子浇（奡）灭斟灌氏，相逃至斟鄩，被杀害。后缗已怀下相的儿子，从墙洞中爬了出来，逃至娘家有仍氏（今山东省济宁东南），始免于难，后来生下遗腹子少康。少康长大后灭寒浞，史称少康中兴。

## 影視形象

### 電視劇
| 演員 | 年份   | 作品         |
| 杨青 | 1987年 | 《古夏血觞》 |